# Moritz (Oranien)

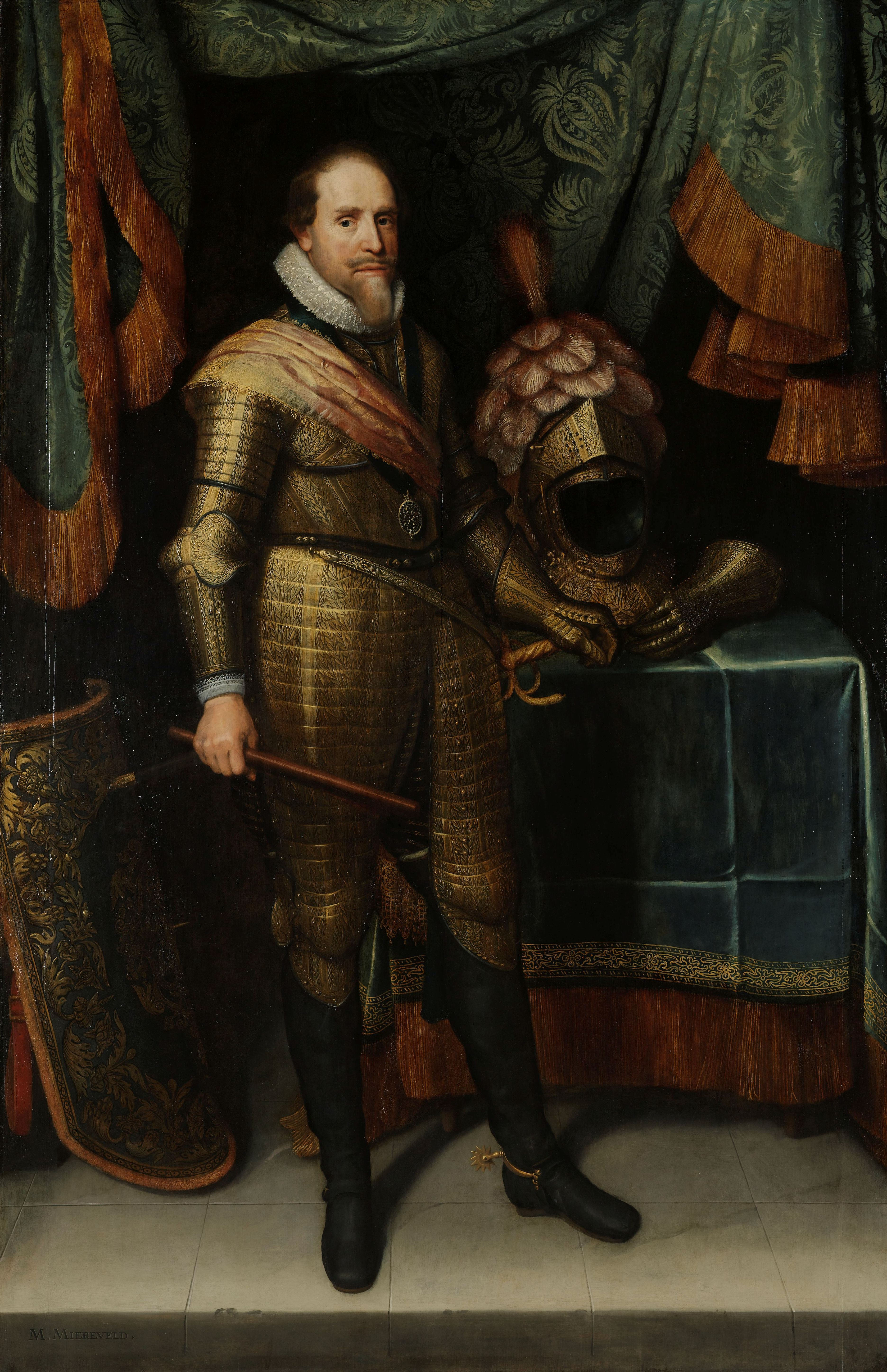
Michiel van Mierevelt, Moritz von Oranien, 1613–1620, Rijksmuseum Amsterdam

Moritz (niederländisch Maurits van Oranje), Prinz von Oranien, Graf zu Nassau-Dillenburg (* 13. November oder 14. November 1567 in Dillenburg; † 23. April 1625 im Haag) war nach der Ermordung seines Vaters, Wilhelms des Schweigers (Willem de Zwijger), Statthalter von Holland und Zeeland und seit 1589 von Utrecht, Geldern und Overijssel sowie Kapitän-General der Land- und Seestreitkräfte der Niederlande. Seine Mutter war Anna von Sachsen, Tochter des Kurfürsten Moritz von Sachsen.

## Leben
Moritz, dessen Erziehung zunächst in Heidelberg und ab 1577 in Breda und Antwerpen stattfand, studierte ab 1583 in Leiden. Nach dem Tod seines Vaters wurde er 1584 als Vorsitzender des Staatsrats der Vereinigten Provinzen berufen. 1585 wählten ihn die Provinzen Holland und Zeeland und 1590 auch Utrecht und Overijssel sowie 1591 Gelderland zum Statthalter. 1590 begann er als Oberbefehlshaber mit einer grundlegenden Reorganisation der vereinigten Armee der niederländischen Provinzen. Vor allem modernisierte und vergrößerte er die Artillerie und verkleinerte die einzelnen operierenden Einheiten.

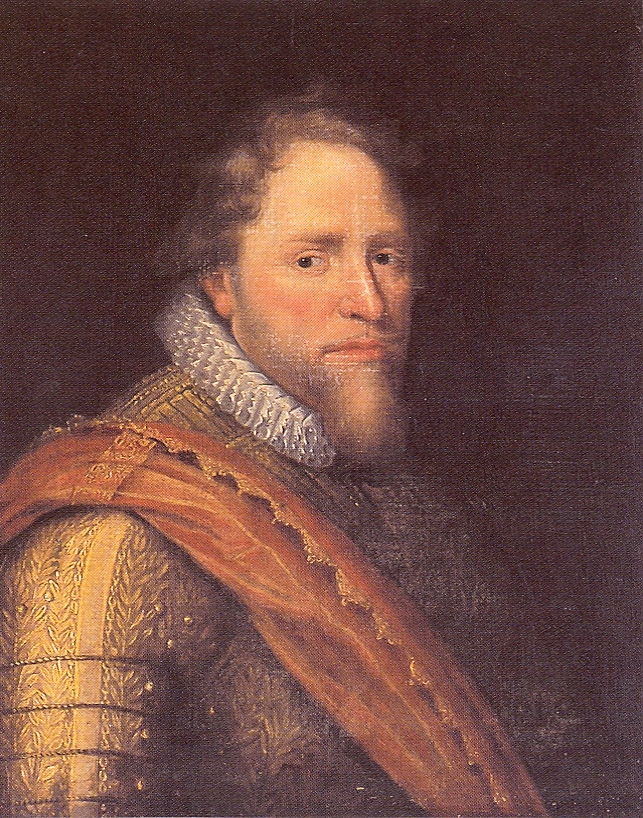
Prinz Moritz von Oranien, Statthalter in den Niederlanden

Diese Militärreform bildete die Grundlage für seine Feldzüge von 1591 bis 1594, in denen er Geldern, Overijssel, Friesland und Groningen von den Spaniern befreite und die Statthalterschaft von Geldern und Overijssel erhielt. Die Eroberung von Zütphen, Deventer, Nimwegen, Geertruidenberg (1593) sowie von Groningen (1594) und vieler anderer Festungen, die Schlachten von Turnhout (1597) und Nieuwpoort (gegen Erzherzog Albrecht VII. von Österreich am 2. Juli 1600) machten Moritz zu einem der erfolgreichsten Feldherren seiner Zeit. Die Ereignisse dieser Schlachten wurden vom späteren Ratspensionär Anthonie Duyck als Tagebuch erzählt und im 19. Jahrhundert unter dem Namen Journaal van Maurits' krijgsverrichtingen van 1591–1602 verlegt.
Innerhalb von vier Jahren vertrieb er die Spanier aus den sieben Provinzen. 1604 versuchte er durch einen Angriff auf Sluis vergeblich, die Spanier zur offenen Feldschlacht und somit zur vorzeitigen Aufgabe ihrer Belagerung von Ostende zu zwingen.
In gewissem Sinne war Moritz ein Vorreiter der modernen Kriegführung, indem er zu den Prinzipien der alten Römer zurückkehrte, seinem Heer eine feste Organisation gab und nach wissenschaftlichen Grundsätzen den Krieg zu führen und Städte zu belagern begann. Bei den politisch-religiösen Streitigkeiten zwischen Arminianern und Gomaristen stellte sich Moritz zuletzt (1617) an die Seite der Gomaristen. Während Moritz die niederländische Unabhängigkeit vor allem militärisch sicherte, betrieb der Holländische Landesadvokat Johan van Oldenbarnevelt in erster Linie die politische und diplomatische Festigung dieser Errungenschaften. Anfangs arbeiteten die beiden Männer eng zusammen, 1609 kam es jedoch zum Bruch. Van Oldenbarnevelt hatte einen zwölfjährigen Waffenstillstand mit den Spaniern ausgehandelt, den Moritz strikt ablehnte. Zwar kam es in dieser Friedenszeit zu einem spürbaren Wirtschaftsaufschwung, doch die von Moritz von Oranien angestrebte Befreiung auch der südlichen Provinzen war dadurch unmöglich geworden. Zudem unterstützte van Oldenbarnevelt die Arminianer. Moritz ließ mit der Mithilfe von François van Aerssen seinen einstigen Mitstreiter verhaften. Oldenbarnevelts Verbündete Hugo Grotius und Rombout Hogerbeets wurden zu einer lebenslangen Haft auf der Festung Loevestein verurteilt, bedeutende städtische Regenten wie Jakob Dircksz de Graeff und Cornelis Hooft aus Amsterdam wurden von Moritz’ mächtigem Parteigänger Reinier Pauw zeitweilig ihres Amtes enthoben. Oldenbarnevelt wurde zum Tode verurteilt und 1619 hingerichtet. 1620 wurde Moritz von Oranien Statthalter, Generaladmiral und Generalkapitän der Provinz Groningen. 1621 positionierte er sich gegen eine Verlängerung des 12-jährigen Waffenstillstandes mit Spanien.
Am 23. April 1625, während der Belagerung von Breda, starb Moritz von Oranien. Er liegt in der Neuen Kirche in Delft begraben.

## Ehrungen
Die Pflanzengattung Arausiaca Blume 1836 aus der Familie der Palmen (Arecaceae) ehrt Wilhelm und Moritz von Oranien, deren Familie das südfranzösische Fürstentum Oranien mit seiner Hauptstadt Orange (lat. Arausica) im 16. Jahrhundert (bis 1713) zufiel.

## Nachkommen
Aus einem Verhältnis mit Margarethe von Mechelen (1581–1662), Tochter von Cornelis von Mechelen:
- Wilhelm (1601–1627)
- Ludwig (1602–1665)
- Moritz (1604–1617)

sowie aus anderen Verhältnissen die unehelichen Kinder
- Anna (gestorben 1673)
- Elizabeth (1611–1679)
- Karl (1612–1637)
- Karl Moritz
- Eleonora (Eleonoren, Helionora; * ca. 1620; † März 1700), Mutter: Deliana de Backer, am 23. März 1642 verheiratet mit Gerhard Bernhard von Pölnitz[2]

## Verschiedenes

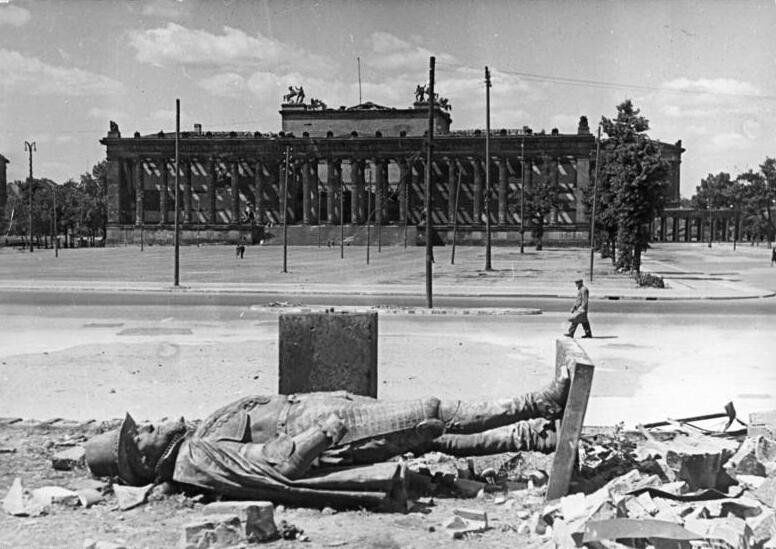
Gestürztes Standbild 1950 am Berliner Stadtschloss

Moritz von Oranien gründete das Gestüt Dillenburg und ließ dort mit den Dillenburger Ramsnasen eine eigene Pferderasse züchten.
Die Insel Mauritius wurde 1598 nach Moritz (ndl. Maurits, lat. Mauritius) benannt, als sie vom Admiral Wybrandt van Warwyck für die Niederlande in Besitz genommen wurde.
Nach dem Prinzen von Oranien wurde auch der 1841 neu entstandene Moritzplatz in Berlin-Kreuzberg auf dem damaligen Köpenicker Feld benannt.
Kaiser Wilhelm II. ließ seinem (entfernten) Vorfahren 1906 ein von Martin Wolff modelliertes Standbild auf der Terrasse des Berliner Stadtschlosses errichten. Es wurde vor der Sprengung des Schlosses 1950 umgestürzt. Das Standbild ist erhalten und ist im September 2024 in das neuerbaute Zentrale Skulpturendepot (ZSD) der Stiftung Preußische Schlösser und Gärten Berlin-Brandenburg in Potsdam verbracht worden.